# Giulio Masotto
Giulio Masotto, né le 14 mai 1999 à Vérone, est un coureur cycliste italien, membre de l'équipe Corratec-Vini Fantini. Il participe à des compétitions sur piste et sur route.

## Biographie
En 2016 et 2017, Giulio Masotto court chez les juniors, devenant notamment champion d'Italie d'omnium dans sa deuxième année. Il est également sélectionné en équipe nationale pour les championnats d'Europe et les championnats du monde, que ce soit sur route ou sur piste. 
Il fait ses débuts dans les rangs espoirs en 2018 chez Colpack, l'un des meilleurs clubs italiens, en continuant de concilier la route et la piste. En 2019, il est champion d'Italie du contre-la-montre par équipes espoirs, avec plusieurs de ses coéquipiers de Colpack. Il s'impose également au sprint sur le Mémorial Polese. 
En début d'année 2020, il se classe deuxième de la poursuite par équipes à Milton, avec ses équipiers de la sélection nationale italienne.

## Palmarès sur piste

### Coupe du monde
- 2019-2020
  - 2e de la poursuite par équipes à Milton

### Championnats nationaux
- 2017
  -  Champion d'Italie d'omnium juniors

## Palmarès sur route
- 2016
  - Giro delle Conche
- 2017
  - Trofeo Comune di Gussago
- 2019
  -  Champion d'Italie du contre-la-montre par équipes espoirs
  - Mémorial Polese
  - Cronosquadre della Versilia Michele Bartoli (contre-la-montre par équipes)
  - 2e du Grand Prix De Nardi
- 2021
  - La Bolghera